# Greatest Hits, Volume II (album, Chicago)
Greatest Hits, Volume II je drugi kompilacijski album chichaške rock zasedbe Chicago, ki je izšel leta 1981.

## Ozadje
Po slabih odzivih na album Chicago XIV, je Columbia Records prekinila pogodbo s skupino Chicago. Skupina je takrat ravno začela sodelovati z Davidom Fosterjem in je pričela graditi novo identiteto, založba Columbia pa je bila zavezana k izdaji še enega albuma skupine. Tako je izšel drugi kompilacijski album, ki je naslednik albuma Chicago IX: Chicago's Greatest Hits iz leta 1975. Naslovnica albuma Volume II vsebuje kolaž fotografij iz okolice mesta Chicago. Razen majhnega logotipa, ki se pojavi na majhni sliki drugega albuma skupine, je to drugi album skupine, ki ne vsebuje logotipa.
Greatest Hits, Volume II pretežno vsebuje skladbe od albuma Chicago VIII do albuma Hot Streets, po katerem skupina ni več imela večjih hitov, vsebuje pa še nekaj starejših hitov, ki niso bili vključeni na prvem kompilacijskem albumu. Album je izšel malce pred albumom Chicago 16, ki je ponovno zasukal uspeh skupine, in dosegel 171. mesto ameriške lestvice Billboard 200. Čeprav je na seznamu skladb navedena tudi »Dialogue Part I & II«, je na albumu prisoten le Part II.
Kot predhodnik, je Greatest Hits, Volume II leta 2002 presegla kompilacija The Very Best of Chicago: Only the Beginning.

## Seznam skladb
| Stran 1 | Stran 1                                                               | Stran 1                                | Stran 1             | Stran 1 |
| Št.     | Naslov                                                                | Pisec                                  | Z albuma            | Dolžina |
| ------- | --------------------------------------------------------------------- | -------------------------------------- | ------------------- | ------- |
| 1.      | „Baby, What a Big Surprise‟                                           | Peter Cetera                           | Chicago XI (1977)   | 3:03    |
| 2.      | „Dialogue (Part II)‟ (nepravilno navedena kot »Dialogue Part I & II«) | Robert Lamm                            | Chicago V (1972)    | 4:10    |
| 3.      | „No Tell Lover‟ (singel verzija)                                      | Cetera, Lee Loughnane, Danny Seraphine | Hot Streets (1978)  | 3:47    |
| 4.      | „Alive Again‟ (singel verzija)                                        | James Pankow                           | Hot Streets         | 3:32    |
| 5.      | „Old Days‟                                                            | Pankow                                 | Chicago VIII (1975) | 3:29    |

| Stran 2         | Stran 2                                    | Stran 2                   | Stran 2                          | Stran 2 |
| Št.             | Naslov                                     | Pisec                     | Z albuma                         | Dolžina |
| --------------- | ------------------------------------------ | ------------------------- | -------------------------------- | ------- |
| 6.              | „If You Leave Me Now‟                      | Cetera                    | Chicago X (1976)                 | 3:55    |
| 7.              | „Questions 67 and 68‟ (singel verzija)     | Lamm                      | Chicago Transit Authority (1969) | 3:26    |
| 8.              | „Happy Man‟ (izpuščen napačni start)       | Cetera                    | Chicago VII (1974)               | 3:15    |
| 9.              | „Gone Long Gone‟                           | Cetera                    | Hot Streets                      | 3:57    |
| 10.             | „Take Me Back to Chicago‟ (singel verzija) | Seraphine, David Wolinski | Chicago XI                       | 3:00    |
| Skupna dolžina: | Skupna dolžina:                            | Skupna dolžina:           | Skupna dolžina:                  | 35:49   |

## Zasedba
- Peter Cetera – bas, akustična kitara, glavni vokal, spremljevalni vokal
- Terry Kath – akustični klavir, električna kitara, glavni vokal, spremljevalni vokal
- Robert Lamm – klavir, klaviature, tolkala, glavni vokal, spremljevalni vokal
- Lee Loughnane – trobenta, krilnica, kornet, kitara, tolkala, spremljevalni vokal
- James Pankow – trombon, tolkala, spremljevalni vokal
- Walter Parazaider – saksofon, flavta, klarinet
- Danny Seraphine – bobni, tolkala
- Laudir de Oliveira – konge, bongos, tolkala
- Donnie Dacus – akustična kitara, električna kitara, spremljevalni vokal

## Lestvice
Album
| Leto | Lestvica      | Mesto |
| ---- | ------------- | ----- |
| 1981 | Billboard 200 | 171   |